# Die Launen des Olymp – Der Mythos von Athena, Marsyas und Apoll
Unter dem Titel Die Launen des Olymp – Der Mythos von Athena, Marsyas und Apoll wurde 2008 eine Ausstellung in der Liebieghaus Skulpturensammlung in Frankfurt am Main durchgeführt, die sich dem Mythos des Marsyas widmete.
Eines der bekanntesten Exponate des Frankfurter Liebieghauses ist eine Figurengruppe, die den Satyr Marsyas und die Göttin Athene, beides Figuren aus der griechischen Mythologie, zeigt. Diese neuzeitliche Bronzegruppe, eine Rekonstruktion der antiken Athena-Marsyas-Gruppe des Bildhauers Myron aus der Zeit um 450 v. Chr., empfängt Besucher des Museums schon im Garten der Museumsvilla. In der Antikenabteilung der Dauerausstellung findet sich zudem eine römische Marmorkopie der Athena aus der ersten Hälfte des 1. Jahrhunderts n. Chr., die zu einer solchen Figurengruppe gehörte. Vom 22. Mai bis 21. September 2008 zeigte das Liebieghaus in einer Sonderausstellung verschiedene Darstellungsformen des Mythos. Dafür wurden diverse Leihgaben aus anderen Museen zur Verfügung gestellt. Wichtigste Leihgabe war eine Marmorkopie des Marsys aus den Vatikanischen Museen, die ebenfalls zu einer römischen Kopie der Myrongruppe gehörte und hier gemeinsam mit der Frankfurter Athena präsentiert wurde.

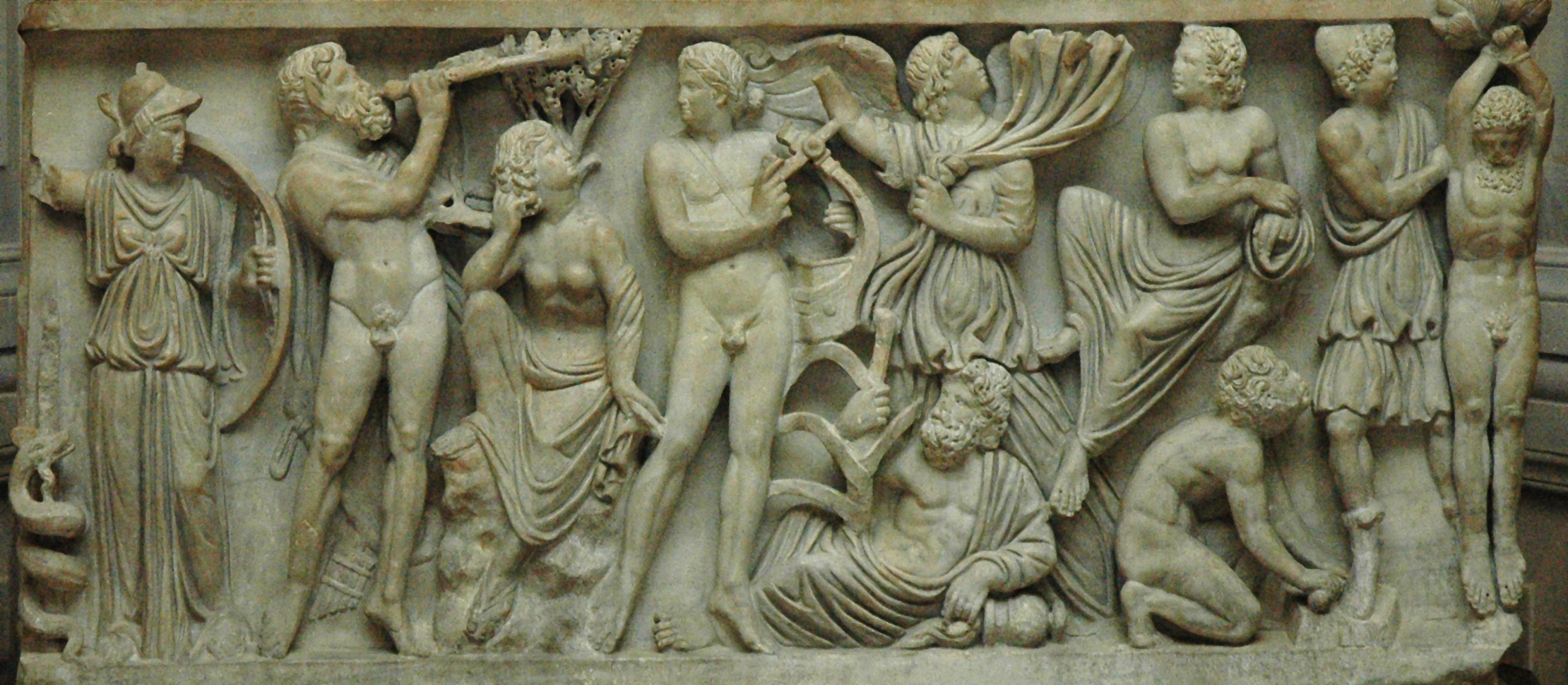
Leihgabe aus dem Louvre. Vorderseite eines römischen Sarkophages mit Apoll und Marsyas. Ende 3. Jahrhundert

Weitere Leihgeber waren der Louvre in Paris, das British Museum in London, die Staatlichen Antikensammlungen in München, die Antikensammlung Berlin, die Kapitolinischen Museen in Rom, die Skulpturensammlung in Dresden, die Museumslandschaft Hessen Kassel, das Antikenmuseum und Sammlung Ludwig in Basel, das Antikenmuseum der Universität Heidelberg, das Badische Landesmuseum in Karlsruhe, das Archäologische Nationalmuseum Neapel, das Städel in Frankfurt und die Antikensammlung des Martin von Wagner Museums in Würzburg.
Insgesamt wurden 81 Exponate, davon 38 von fremden Leihgebern, gezeigt. Darunter befanden sich mehrere Bruchstücke von weiteren römischen Kopien der Myron-Statuengruppe, griechische Vasen des Berliner Malers, des Pan-Malers, des Lydos, des Lykurg-Malers, des Suessola-Malers, des Villa Giulia-Malers, des Nikosthenes-Malers, des Harrow-Malers, des Euaion-Malers, des Amasis-Malers, das Martyrium des heiligen Bartholomäus von Stefan Lochner und ein weibliches Idealbildnis von Sandro Botticelli. 
Das Konzept der Ausstellung hatte der Leiter der Antikenabteilung des Liebieghauses, Vinzenz Brinkmann, erstellt. Er ist auch der Herausgeber eines 186-Seitigen Katalogs. Die Projektleitung hatte Heike Höcherl inne. Neben Brinkmann steuerten Jochen Sander, Susanne Muth, Gabriele Kaminski, Stefan Hagel, Egert Pöhlmann und Clemens Schmidlin Beiträge zum Katalog bei. Die Ausstellung beleuchtete zunächst den Mythos von Marsyas, Athene und Apollon. Anschließend wurde die Figurengruppe des Myron präsentiert. Dritter Punkt der Ausstellung war die Rezeption des Mythos um Marsyas und Apoll in der Renaissance und im Barock. Danach nahm man sich des Gottes Apoll als „Rächer“ an; so wurden auch andere antike Mythen, etwa die Geschichte um die Niobiden, gezeigt. Ein nächster Abschnitt der Ausstellung widmete sich der Darstellung und Wahrnehmung von Gewalt in der Antike. Ein letzter großer Abschnitt der Ausstellung befasste sich mit der antiken Musik in Mythos und Realität.
Gefördert wurde die Ausstellung von der Techem AG, der Hessischen Kulturstiftung und des Ernst von Siemens Kunstfonds. Medienpartner waren die Zeitung Frankfurter Rundschau und der Radiosender hr2-kultur.